# Kevin Cramer (político)
Kevin John Cramer (nasceu a 21 de janeiro de 1961) é um político americano que serve como senador dos Estados Unidos pela Dakota do Norte desde 2019. Membro do Partido Republicano, representou o distrito eleitoral em geral de Dakota do Norte na Câmara dos Representantes de 2013 a 2019.
Cramer presidiu o Partido Republicano da Dakota do Norte de 1991 a 1993 e atuou como Diretor de Turismo do Estado de 1993 a 1997 e Diretor de Desenvolvimento Económico de 1997 a 2000. Serviu na Comissão de Serviço Público do estado de 2003 a 2012.

## Infância e educação
Nasceu em Rolette, Dakota do Norte, o primeiro de cinco filhos de Clarice (Hjelden) e Richard Cramer. Ele foi criado em Kindred, Dakota do Norte, no condado de Cass , e formou-se na Kindred High School. Recebeu um diploma de bacharel do Concordia College em Moorhead, Minnesota, em 1983. Obteve o título de mestre em administração pela University of Mary em Bismarck, North Dakota, em 2003.

## Inicio de carreira
Depois da faculdade, fez campanha para o candidato a comissário de impostos endossado pelos republicanos, Scott Hove, em 1984. Em 1986, ele fez campanha para o senador americano Mark Andrews na sua candidatura à reeleição. Andrews perdeu para o senador Kent Conrad, partido da Liga Democrática-Não-Partidária da Dakota do Norte. Foi posteriormente trabalhar para o Partido Republicano do estado.
Serviu como presidente do Partido Republicano de Dakota do Norte de 1991 a 1993. Aos 30 anos, foi a pessoa mais jovem a ser nomeada presidente do partido estadual.
Em maio de 1993, o governador republicano Ed Schafer nomeou-o como diretor de turismo do estado. Foi precedido por Jim Fuglie e sucedido por Bob Martinson. Ocupou o cargo até ser nomeado Diretor de Desenvolvimento Econômico em junho de 1997. Foi precedido por Chuck Stroup e sucedido por Lee Peterson em dezembro de 2000 como diretor.
Após a sua passagem como diretor de desenvolvimento económico, tornou-se diretor da Harold Schafer Leadership Foundation em 2000. Servindo no cargo até 2003.

## Comissão de Serviço Público da Dakota do Norte (2003–2012)
Em 2003, o governador John Hoeven nomeou-o para a Comissão de Serviço Público. Sendo eleito para um mandato de seis anos na Comissão de Serviço Público em 2004, derrotando o nomeado do NPL Ron Gumeringer, 65-35%.
 

Em 2010, foi reeleito para um segundo mandato na Comissão de Serviço Público, derrotando o candidato democrata Brad Crabtree por 61–35%. Servindo na comissão até 2012.